# Isztriai szarvasgomba
Az isztriai szarvasgomba (Tuber magnatum) a szarvasgombafélék családjába tartozó, Európában honos, meszes talajú ártéri erdőkben élő, ehető gombafaj. Egyéb elnevezései: piroshúsú szarvasgomba, piemonti szarvasgomba, hagymaszagú főúri gímgomba, mágnás szarvasgomba, piros husú trifola. Néha angol és német mintára fehér szarvasgombának is nevezik, de a magyarban az egy másik faj. A leginkább keresett, legdrágább szarvasgomba.  

## Megjelenése
Az isztriai szarvasgomba termőteste föld alatti fészekben növő szabálytalan gumó. Alakja igen változatos, néha teljesen gömbölyű, de lehet dudorosan lapos is. Átmérője 0,5 cm-től 10-15 cm-ig vagy akár annál tovább is terjedhet, súlya jellemzően 50-400 g, de igen ritkán előfordulnak 1 kg-nál nehezebb példányok is. Színe is sokféle lehet (egyes feltevések szerint a szimbionta növénytől is függ). A külső burok, a perídium okkersárgától olívaolaj-sárgáig vagy akár zöldesszürkéig változhat. Felszíne sima, amit esetenként kisebb gyűrődések, repedések, sötétebb foltok tarkítanak. 
Belső, spóratermő része (gleba), finoman márványozott, számos érrel átszőtt; színe fiatalon fehéres, vajszínű vagy sárgásfehér, később mogyoróbarnás; néhol pirosan elszíneződhet. Állaga fiatalon kemény, idősen szivacsos. Íze kellemes, szaga erős, fokhagymára, érlelt sajtra emlékezető de annál kellemesebb illat.
Az aszkuszokban 1-4 nagyjából gömbölyű vagy széles ellipszis alakú spóra található, amelyek színe halvány barnássárga, mérete 25-32 x 20-30 µm. A spóra felszíne recés-hálózatos, nagyjából szabályos sokszögű hálószemekkel.

### Hasonló fajok
Leginkább a fehér szarvasgomba fiatal példányaival téveszthető össze, de színe alapján hasonlíthat hozzá a homoki szarvasgomba vagy az üreges szarvasgomba is. 

## Elterjedése és életmódja
Európában honos, leginkább Olaszország piemonti régiójából és Horvátországban az Isztriai-félszigetről ismert. Ezen kívül megtalálták már Közép-Olaszországban, Délkelet-Franciaországban, Bosznia-Hercegovinában, Szerbiában, Montenegróban és Dél-Romániában is. Magyarországon 1998-ban észlelték először, azóta az ország déli részein évente néhány kg-nyit gyűjtenek. 2018-ban egy 1 kg-ot is meghaladó példányra bukkantak. 
Ártéri lomberdőkben, vagy a síkvidéki árterek magasabb szintjein növő lomberdőkben él, ahol különböző fafajokkal (fűz, nyár, gyertyán, mogyoró és tölgy; Magyarországon leginkább kocsányos tölgy és fehér nyár) létesít mikorrhizás kapcsolatot. Előfordulhat kisebb facsoportok vagy magányos fák alatt is. Délen már dombvidékek nedves völgyeiben is megtalálható a patak menti füzesekben, gyertyánosokban. A jó vízellátású, nedves, meszes (pH 7,5-8) talajt részesíti előnyben, bár kárpát-medencei lelőhelyein a talaj inkább savanyú-semleges (pH 5,5-7) volt. Laza, homokosabb talajban inkább gömbölyű, míg a kötöttebb talajokban alakja szabálytalan, összepréselődött. Egyes források szerint fűz vagy csertölgy alatt húsa sötétebb, erezete élénkebb, míg mogyoró vagy nyár alatt világosabb, fehér vagy sárgás. Hárs esetén feltűnően vörös foltos, fűz alatt pedig a külső burok is sötétebb, és hálózatosan repedezett. A július-augusztusi esőzések feltétlenül szükségesek a jó terméshez. 
A többi szarvasgombához képest viszonylag mélyebben, a felszín alatt 10-20 (esetleg 30) cm-rel fejleszt termőtestet. 
Magyarországon a 24/2012. (III. 19.) VM rendelet alapján csak képzett személyek gyűjthetik, az erdőtulajdonos előzetes engedélyével, október 1-től december 31-ig. 
Ehető, nyersen használják ételek fűszerezésére. Megfőzve elveszti aromáját. Rendkívül keresett, drága gomba, kg-ja 2200-5000 dollár is lehet a kereslet és kínálat függvényében.  

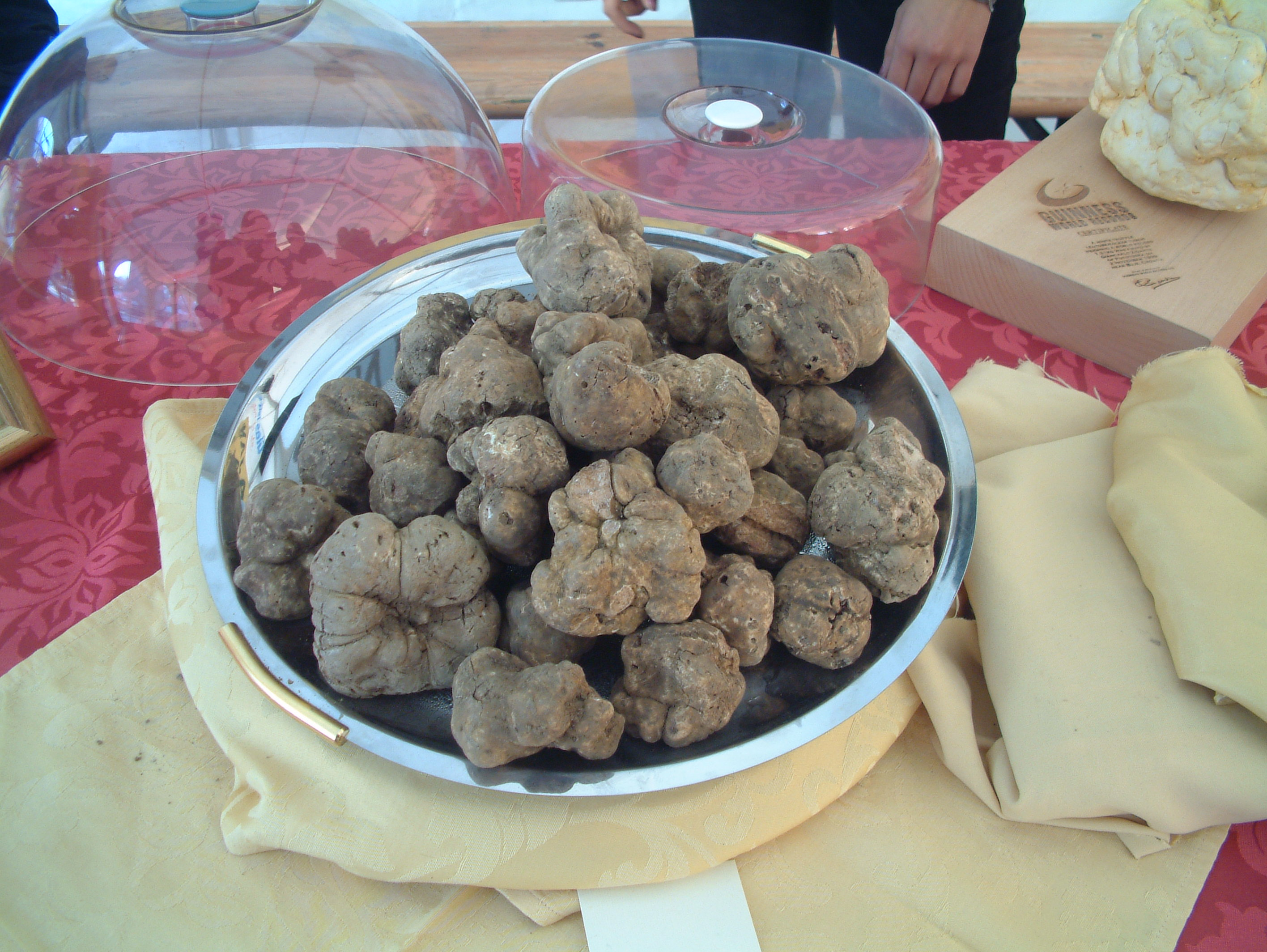
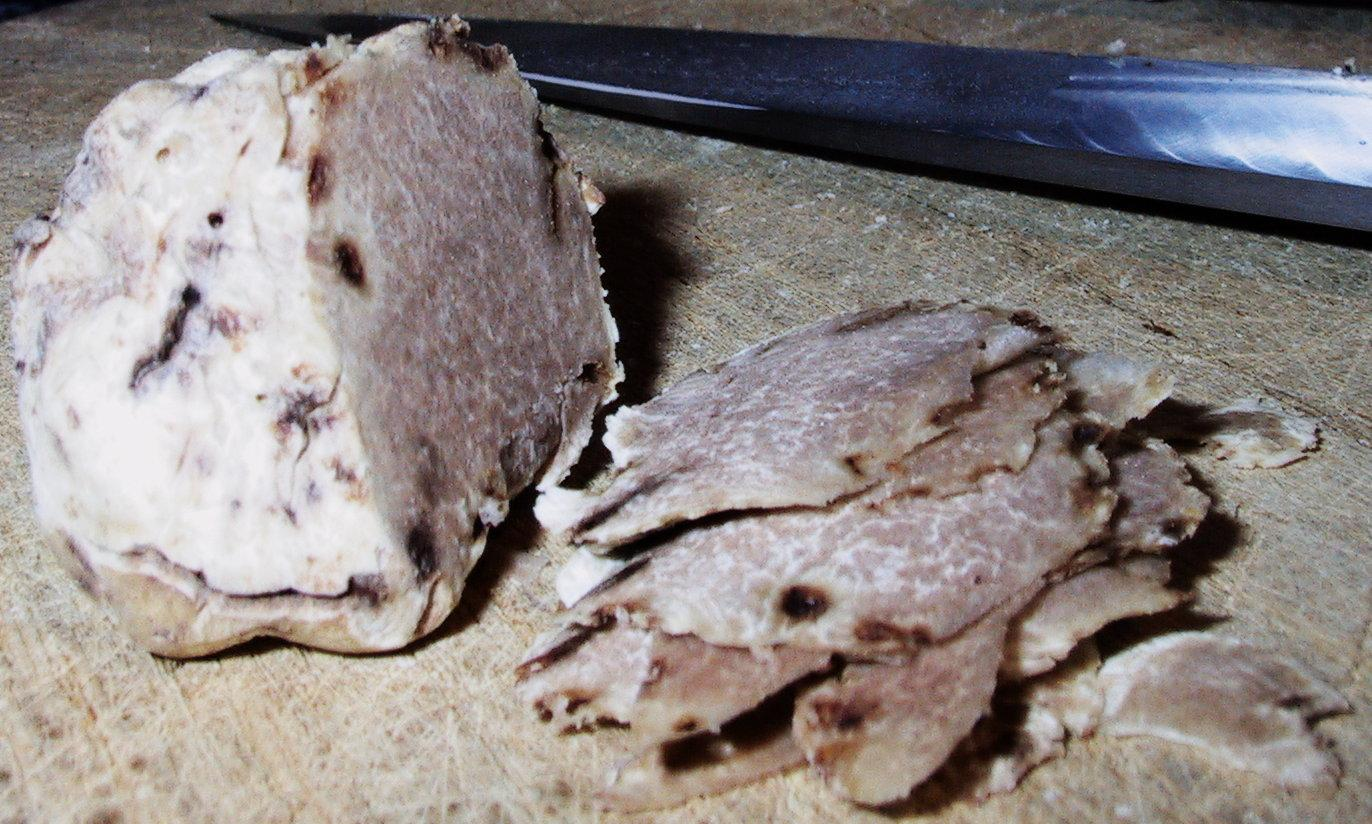
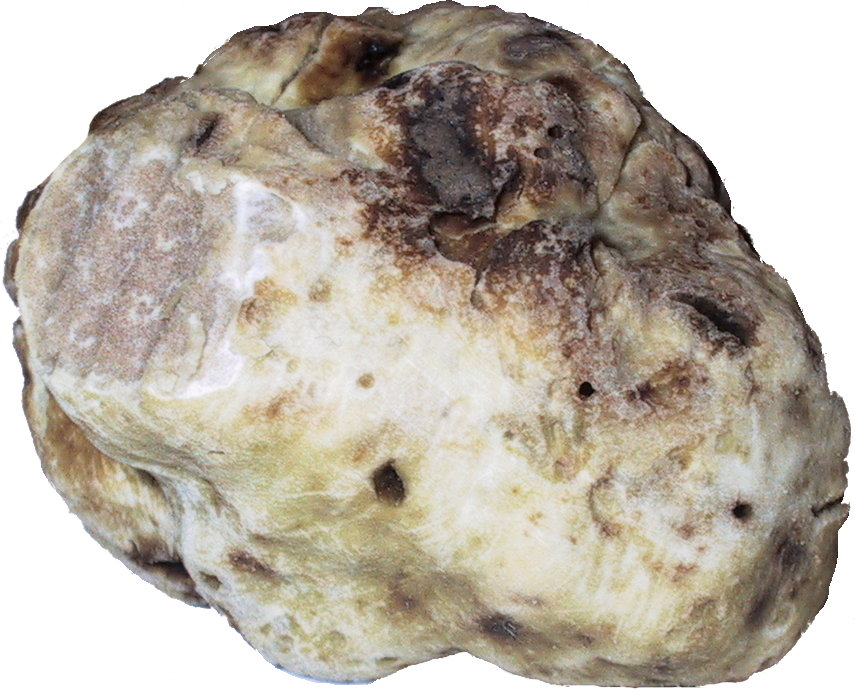
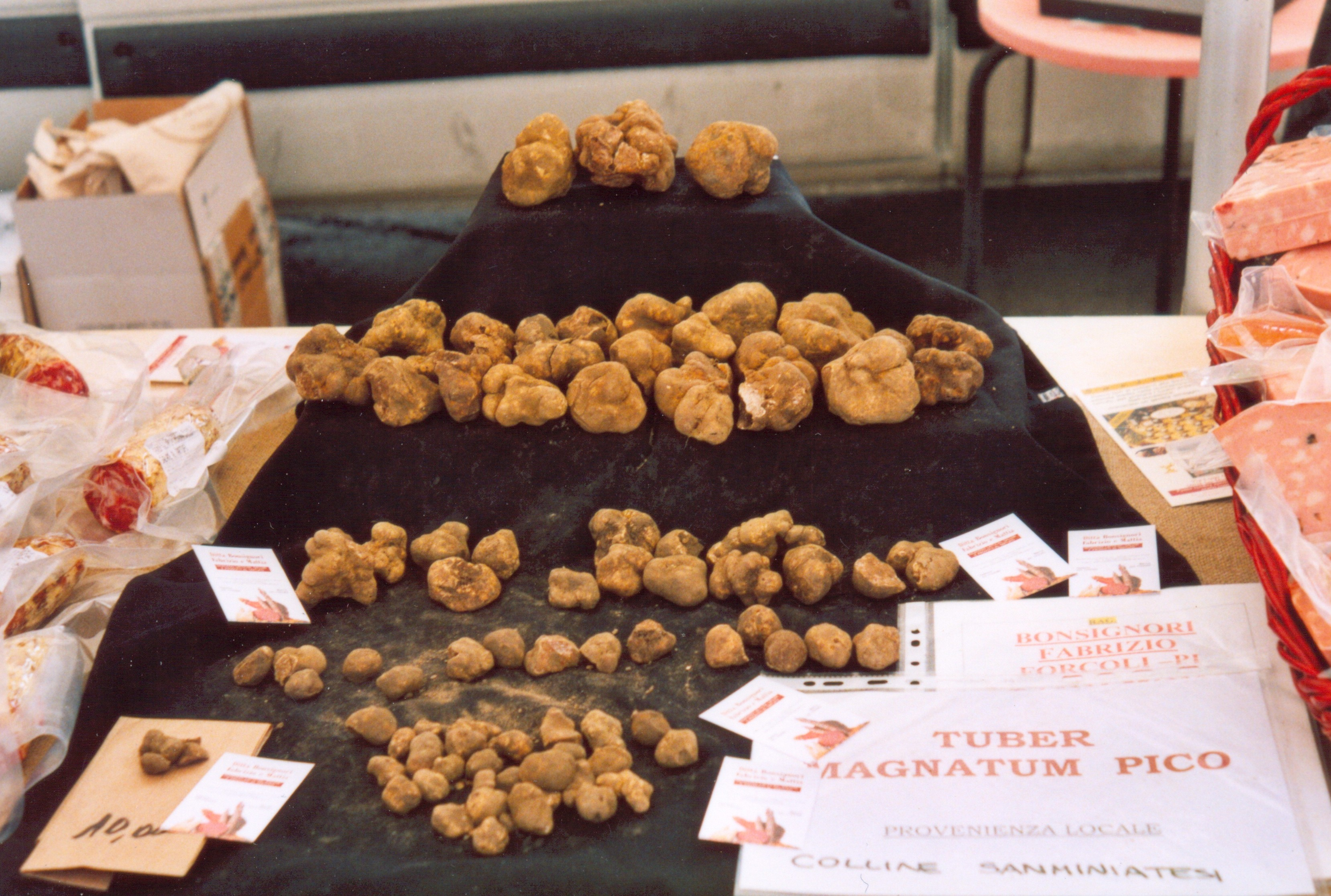
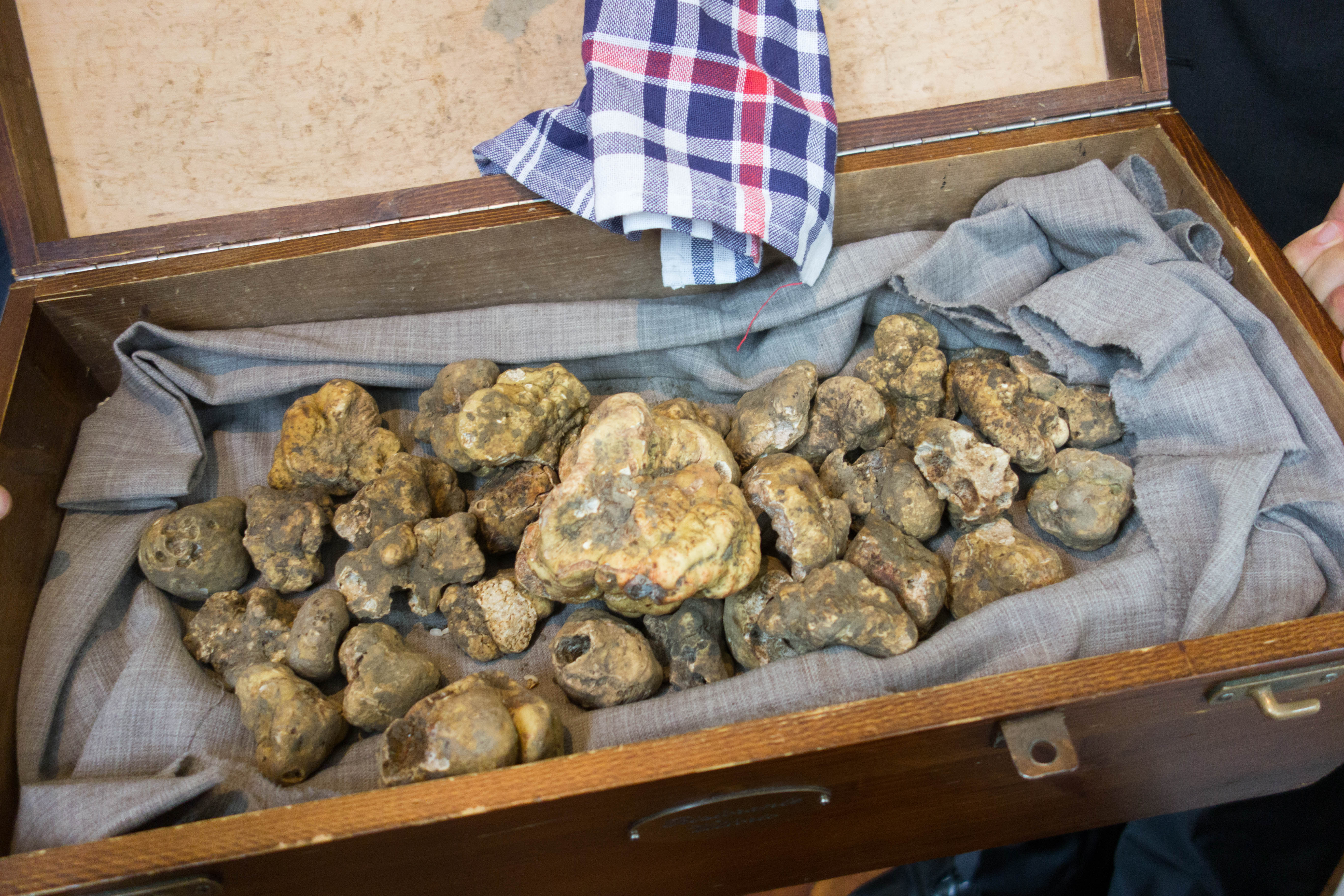